# Paleopteryks
Paleopteryks (Palaeopteryx thomsoni) – dinozaur z grupy celurozaurów (Coelurosauria).
Żył w okresie późnej jury (ok. 152-145 mln lat temu) na terenach Ameryki Północnej. Jego szczątki znaleziono w USA (w stanie Kolorado).
Opisany jedynie na podstawie kości promieniowej. Trudny do sklasyfikowania w obrębie taksonu celurozaurów. Należał do dromeozaurów, owiraptorozaurów lub do Archaeopterygidae.